# Il lavoro culturale
Il lavoro culturale è un romanzo del 1957 scritto da Luciano Bianciardi.
È il primo romanzo di Bianciardi, il quale fino a quel momento si era occupato prevalentemente di traduzioni dall'inglese. Questo romanzo può essere considerato il primo di una «trilogia della rabbia» che continuerà con L'integrazione, dove compariranno nuovamente i personaggi di Luciano e Marcello, e culminerà con il capolavoro La vita agra.
Il libro fu ristampato nel 1964 con il titolo Il lavoro culturale, con un ripensamento e l'aggiunta di un piccolo capitolo finale.

## Trama
Il libro è ambientato in una città non precisata, ma dietro le descrizioni dei luoghi è riconoscibilissima la sua Grosseto. Come in altre opere successive l'autore prende ampiamente spunto dalla sua biografia per tracciare un ritratto della vita nella provincia maremmana negli anni del secondo dopoguerra, ed in particolare l'entusiasmo delle generazioni più giovani verso il 'lavoro culturale': cineclub, circoli di cultura, dibattiti, biblioteche.
Un piccolo ironico capitolo è dedicato al problema del linguaggio, ovvero a quel lessico ed a quella sintassi, estremamente stereotipati, che un responsabile del lavoro culturale non poteva ignorare in quegli anni. 

## Edizioni
- Luciano Bianciardi, Il lavoro culturale, Universale Economica, Feltrinelli, 1957.
- Luciano Bianciardi, Il lavoro culturale, nuova edizione con un ripensamento, Universale Economica, Feltrinelli, 1964.
- Luciano Bianciardi, Il lavoro culturale, Universale Economica, Feltrinelli, 1997,  p. 112.
- Luciano Bianciardi, Il lavoro culturale, Universale Economica, Feltrinelli, 2013.